# Emanuel Mammana
Emanuel Mammana (Merlo, 10 februari 1996) is een Argentijns voetballer die doorgaans als centrale verdediger speelt. Hij tekende op 10 januari 2022 een contract bij River Plate, nadat zijn contract bij FK Zenit met wederzijdse goedkeuring werd ontbonden. Mammana debuteerde in 2014 in het Argentijns voetbalelftal.

## Clubcarrière
Mammana stroomde in 2014 door vanuit de jeugd van River Plate. Hiervoor debuteerde hij op 24 november 2014 in het eerste elftal, tijdens een wedstrijd in de Argentijnse Primera División uit tegen Racing Club. Hij speelde de volledige wedstrijd. Een week later mocht hij opnieuw 90 minuten meedoen, ditmaal thuis tegen Banfield. Op de vierde speeldag van het voetbalseizoen 2015 mocht hij voor de derde maal in de basiself starten tegen Unión de Santa Fe. Mammana speelde in drie seizoenen in het eerste van River Plate 24 competitiewedstrijden en maakte daarin een doelpunt. Hij maakte in 2014 deel uit van het elftal dat de CONMEBOL Sudamericana won.
Mammana tekende in juli 2016 een contract tot medio 2021 bij Olympique Lyonnais, de nummer twee van Frankrijk in het voorgaande seizoen. Dat betaalde circa €7.500.000,- voor hem aan River Plate. Daarvoor speelde hij dat seizoen zeventien competitiewedstrijden. Hij tekende op 31 juli 2017 voor vijf jaar bij FK Zenit, de nummer drie van de Premjer-Liga het jaar ervoor.
Op 7 augustus 2020 werd Mammana voor het seizoen 2020/21 verhuurd aan PFK Sotsji. Op 19 juli 2021 keerde hij voor een huurperiode opnieuw terug naar PFK Sotsji voor het seizoen 2021/22.
Begin januari 2022 werd zijn contract bij FK Zenit met wederzijdse goedkeuring ontbonden. Vervolgens tekende Mammana op 10 januari 2022 een contract bij River Plate, de club waar hij zijn voetballoopbaan begon.

## Clubstatistieken
| Seizoen     | Club           | Competitie       | Competitie | Competitie | Beker | Beker | Internationaal | Internationaal | Totaal | Totaal |
| Seizoen     | Club           | Competitie       | Wed.       | Dlp.       | Wed.  | Dlp.  | Wed.           | Dlp.           | Wed.   | Dlp.   |
| ----------- | -------------- | ---------------- | ---------- | ---------- | ----- | ----- | -------------- | -------------- | ------ | ------ |
| 2013/14     | River Plate    | Primera División | 0          | 0          | 1     | 0     | —              | —              | 1      | 0      |
| 2014        | River Plate    | Primera División | 2          | 0          | 0     | 0     | 1              | 0              | 3      | 0      |
| 2015        | River Plate    | Primera División | 14         | 0          | 0     | 0     | 5              | 0              | 19     | 0      |
| 2016        | River Plate    | Primera División | 8          | 1          | 0     | 0     | 4              | 1              | 12     | 2      |
| Club totaal | Club totaal    | Club totaal      | 24         | 1          | 1     | 0     | 10             | 1              | 35     | 2      |
| 2016/17     | Olympique Lyon | Ligue 1          | 17         | 1          | 2     | 0     | 5              | 0              | 24     | 1      |
| Club totaal | Club totaal    | Club totaal      | 17         | 1          | 2     | 0     | 5              | 0              | 24     | 1      |
| 2017/18     | FK Zenit       | Premjer-Liga     | 16         | 0          | 0     | 0     | 10             | 0              | 26     | 0      |
| 2018/19     | FK Zenit       | Premjer-Liga     | 6          | 0          | 1     | 0     | 4              | 0              | 11     | 0      |
| Club totaal | Club totaal    | Club totaal      | 22         | 0          | 1     | 0     | 14             | 0              | 37     | 0      |

Bijgewerkt t/m 5 juli 2019

## Interlandcarrière
Mammana debuteerde op 7 juni 2014 in het Argentijns voetbalelftal, in een oefeninterland tegen Slovenië. Hij mocht na 77 minuten invallen voor Javier Mascherano. Argentinië won met 2–0 na doelpunten van Ricardo Álvarez en Lionel Messi.

## Erelijst
River Plate
- Primera División: 2014 Final
- CONMEBOL Sudamericana: 2014
- CONMEBOL Recopa: 2015
- CONMEBOL Libertadores: 2015
- Suruga Bank Championship: 2015

 FK Zenit
- Premjer-Liga: 2018/19, 2019/20
- Beker van Rusland: 2019/20

 Argentinië onder 20
- CONMEBOL Campeonato Sudamericano Sub-20: 2015